# Come with Me (песня Рики Мартина)
«Come with Me» (рус. Пойдем со мной) — это песня, записанная пуэрто-риканским автором-исполнителем Рики Мартином для англоязычного студийного альбома. Её продюсером стал дуэт DNA Songs (Энтони Эджизий и Давид Музумечи) и Айлен Кидрон из The Potbelleez. «Come with Me» впервые появилась в эфире 13 июня 2013 г. на передаче The Kyle and Jackie O Show в Австралии и была выпущена в цифровом формате по всему миру 14 июня 2013 г. Спанглиш версия песни была выпущена 18 июля 2013 г., а ремиксы, сделанные 7th Heaven были выпущены 16 сентября 2013 г.

## Выпуск и обложка
«Come with Me» вышел на австралийские радиостанции 13 июня 2013 г. Он был выпущен в цифровом формате на следующий день в большинстве стран по всему миру, включая Австралию, Канаду, Францию, Германию, Италию, Мексику, Новую Зеландию, Испанию, Великобританию и США. 15 июля Спанглиш версия стала доступной для цифрового скачивания в тех же странах. Четырёхтрековый цифровой ремикс EP был сделан ремиксовой и продюсерской компанией 7th Heaven и был доступен в цифровом формате 16 сентября. На EP находятся Радио и Расширенная версии англо- и испаноязычной версий песни «Come with Me». На обложке у Мартина показано лицо наполовину в фиолетовом цвете. Майк Уасс из Idolator раскритиковал её, назвав абсолютно не вдохновляющей и продолжил: «Он один из самых красивых мужчин в мире. Почему вы так испортили его лицо этим скучным фиолетовым цветом?».

## Написание песни
«Come with Me» был написан и спродюсирован Энтони Эджизием и Давидом Музумечи, которые более известны под продюсерским именем DNA Songs совместно с Айленом Кидроном, членом ирландско-австралийской электро-хаус музыкальной группы. Она была задумана, когда Мартин находился в Австралии, где он был судьей во втором шоу талантов The Voice. Это быстроритмичный клубный, данс-поп и ЭТМ трек с искрометным латиноамериканским танцевальным ритмом" Он длится три минуты тридцать восемь секунд (3:38). В припеве песни «Come with Me» присутствует «приятный задорный драм-н-бейс эффект, который похож на хороший рейвовый припев как на Ибице». Сэм Лэнски из «Idolator» заметил, что песня музыкально схожа с синглом Дженнифер Лопес 2013 года «Live It Up». То же проделал и Брендон Виверс из «Renowned for Sound», сравнив сингл с сотрудничеством Лопес и рэпера Питбулем, посчитав попыткой скопировать успех других латиноамериканских артистов.

## Рецензия

### Критика
«Come with Me» получил в основном положительные отзывы от современных музыкальных критиков. Карлос Квинтана с «Latina Sound» из About.com написал: С одурманивающим ритмом я уверен, что «Come With Me» будет самой популярной песней в ближайшем будущем. Если вам нравится модная музыка, то вы полюбите её". Согласно The Huffington Post, «Come with Me» — крутая, очень ритмичная песня, которая звучит именно так, какой её ждали услышать фанаты, когда Мартин вернулся в музыкальную карьеру; она о том, как Мартин зажигает с кем-то всю ночь под танцевальный хит. Американский ведущий и обозреватель Райан Сикрест написал, что это броский хит, который не разочаровал. Лэнски написал, что с «Come with Me» Мартин попадет «в самое яблочко на радио», назвав её «изумительной танцевальной песней, которая определенно является трендом». Несмотря на это, он сказал: «Она как сборная солянка миллионов других крутых песен; в конце концов, она просто слегка скучна». С другой стороны Виверс был критичен по отношению к песне, дав ей две звезды из пяти. Он похвалил решение Мартина поменять музыкальный стиль и пойти в другом направлении, однако, согласно его словам, в итоге она звучит чуждо и некомфортно для певца и добавил: «Сырая вокальная эмоция и инструментальная страсть — были заменены для повышения продаж, так как песня была направлена на гораздо более молодых фанатов после этого возвращения».

### Реклама
В Австралии «Come with Me» дебютировала третьей строкой. Мартин появился в Australian Singles Chart в первый раз со времени «I Don’t Care», который достиг двадцать-пятой строки в 2005 г. «Come with Me» также стала его пятым синглом, достигшим топ-10 в Австралии. На первой неделе июля 2013 г. сингл был сертифицирован Золотым по данным ARIA. 1 июля 2012 г. Billboard заявил, что «Come with Me» дебютировал в Latin Pop Songs тридцатой строкой и в чарте Latin Airplay сорок-девятой. Таким образом она достигла пятой строки в Latin Pop Songs и первой в Latin Airplay. С 12 синглами, возглавлявшими чарт, Мартин опередил Глорию Эстефан (11) став вторым человеком, возглавившим чарт за 19-летнюю историю. Энрике Иглесиас занял 24 место в этом списке. «Come with Me» также вошла в два других чарта Billboard: Mexico Airplay и Mexico Espanol Airplay, достигнув пика на девятнадцатой и пятой строках соответственно.

## Клип
Мартин снял два клипа для «Come with Me» 19 июля 2013 г. Клип для спанглиш версии вышел в свет 14 августа 2013 г. на Univision. Неделей позже, 21 августа 2013 г. оба клипа для английской и спанглиш версий были опубликованы на Vevo.

## Выступления вживую
Мартин исполнил песню на торжественном завершении The Voice в Австралии 17 июня 2013, где он был одним из судей. Он также исполнил спанглиш версию на 2013 Premios Juventud 18 июля 2013 г. и в финале La Voz Kids 28 июля 2013 г. Мартин также исполнил «Come with Me» на The Ellen DeGeneres Show 26 сентября 2013 г. и во время NRL Grand Final 6 октября 2013 г. Он также исполнил её во время Ricky Martin Live: Australian Tour 2013 в октябре 2013 г. Он также исполнил песню 30 марта на финале The Voice Arabia.

## Форматы и трек-листы
| №  | Название       | Длительность |
| -- | -------------- | ------------ |
| 1. | «Come with Me» | 3:37         |

| №  | Название                           | Длительность |
| -- | ---------------------------------- | ------------ |
| 1. | «Come with Me (Spanglish Version)» | 3:37         |

| №  | Название                                                       | Длительность |
| -- | -------------------------------------------------------------- | ------------ |
| 1. | «Come with Me (7th Heaven Remix) [Radio Version]»              | 3:38         |
| 2. | «Come with Me (7th Heaven Remix) [Extended Version]»           | 5:45         |
| 3. | «Come with Me (7th Heaven Spanglish Remix) [Radio Version]»    | 3:39         |
| 4. | «Come with Me (7th Heaven Spanglish Remix) [Extended Version]» | 5:46         |

## Чарты
| Чарт (2013)                        | Наивысшая позиция |
| ---------------------------------- | ----------------- |
| Австралия (ARIA)                   | 3                 |
| Australia Digital (ARIA)           | 3                 |
| FIMI                               | 92                |
| Новая Зеландия (Recorded Music NZ) | 38                |
| Gaon Digital Chart                 | 74                |
| Gaon Download Chart                | 88                |
| Испания (PROMUSICAE)               | 9                 |
| США (Billboard Dance Club Songs)   | 4                 |
| США (Billboard Latin Pop Airplay)  | 5                 |
| США (Billboard Tropical Airplay)   | 15                |

### Сертификации
| Регион | Сертификация | Продажи |
| --- | ------------ | ------- |
| Австралия (ARIA) | Золотой      | 35 000^ |
| * Данные о продажах приведены только на основе сертификации. ^ Данные о тиражах приведены только на основе сертификации. |              |         |

## История релиза
| Страна         | Дата         | Формат                                 | Лейбл            |
| -------------- | ------------ | -------------------------------------- | ---------------- |
| Австралия      | 14 июня 2013 | Цифровая дистрибуция                   | Sony Music Latin |
| Канада         | 14 июня 2013 | Цифровая дистрибуция                   | Sony Music Latin |
| Франция        | 14 июня 2013 | Цифровая дистрибуция                   | Sony Music Latin |
| Германия       | 14 июня 2013 | Цифровая дистрибуция                   | Sony Music Latin |
| Италия         | 14 июня 2013 | Цифровая дистрибуция                   | Sony Music Latin |
| Мексика        | 14 июня 2013 | Цифровая дистрибуция                   | Sony Music Latin |
| Новая Зеландия | 14 июня 2013 | Цифровая дистрибуция                   | Sony Music Latin |
| Испания        | 14 июня 2013 | Цифровая дистрибуция                   | Sony Music Latin |
| Великобритания | 14 июня 2013 | Цифровая дистрибуция                   | Sony Music Latin |
| США            | 14 июня 2013 | Цифровая дистрибуция                   | Sony Music Latin |
| Австралия      | 15 июля 2013 | Цифровая дистрибуция (Спанглиш версия) | Sony Music Latin |
| Канада         | 15 июля 2013 | Цифровая дистрибуция (Спанглиш версия) | Sony Music Latin |
| Франция        | 15 июля 2013 | Цифровая дистрибуция (Спанглиш версия) | Sony Music Latin |
| Германия       | 15 июля 2013 | Цифровая дистрибуция (Спанглиш версия) | Sony Music Latin |
| Италия         | 15 июля 2013 | Цифровая дистрибуция (Спанглиш версия) | Sony Music Latin |
| Мексика        | 15 июля 2013 | Цифровая дистрибуция (Спанглиш версия) | Sony Music Latin |
| Новая Зеландия | 15 июля 2013 | Цифровая дистрибуция (Спанглиш версия) | Sony Music Latin |
| Испания        | 15 июля 2013 | Цифровая дистрибуция (Спанглиш версия) | Sony Music Latin |
| Великобритания | 15 июля 2013 | Цифровая дистрибуция (Спанглиш версия) | Sony Music Latin |
| США            | 15 июля 2013 | Цифровая дистрибуция (Спанглиш версия) | Sony Music Latin |

| Страна         | Дата             | Формат             | Лейбл            |
| -------------- | ---------------- | ------------------ | ---------------- |
| Австралия      | 16 сентября 2013 | Digital remixes EP | Sony Music Latin |
| Канада         | 16 сентября 2013 | Digital remixes EP | Sony Music Latin |
| Франция        | 16 сентября 2013 | Digital remixes EP | Sony Music Latin |
| Германия       | 16 сентября 2013 | Digital remixes EP | Sony Music Latin |
| Италия         | 16 сентября 2013 | Digital remixes EP | Sony Music Latin |
| Мексика        | 16 сентября 2013 | Digital remixes EP | Sony Music Latin |
| Новая Зеландия | 16 сентября 2013 | Digital remixes EP | Sony Music Latin |
| Испания        | 16 сентября 2013 | Digital remixes EP | Sony Music Latin |
| Великобритания | 16 сентября 2013 | Digital remixes EP | Sony Music Latin |
| США            | 16 сентября 2013 | Digital remixes EP | Sony Music Latin |